# المسيحية في بوليفيا

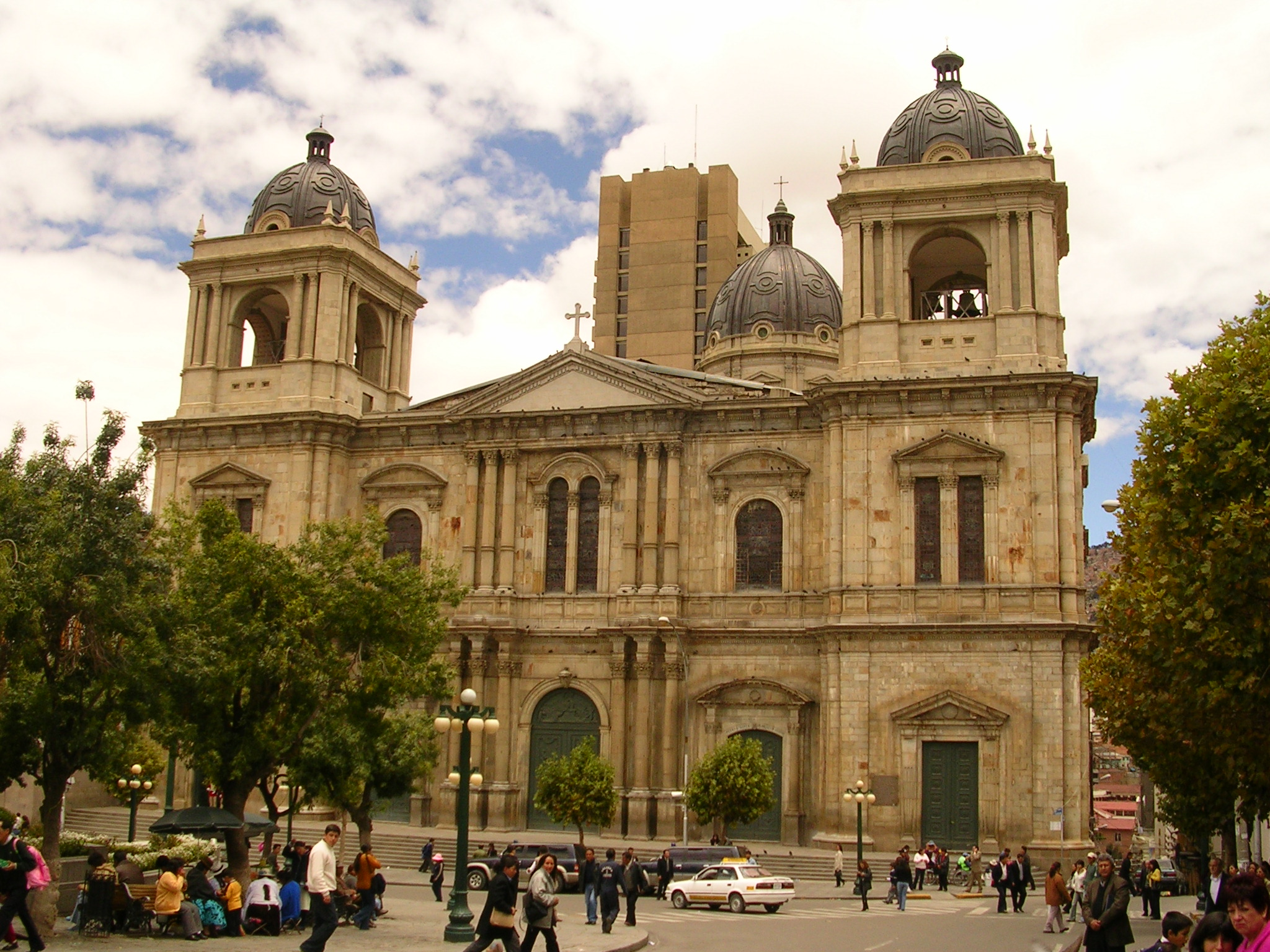
كاتدرائية متروبوليتان لاباز.

المسيحية في بوليفيا هي الديانة السائدة إذ وفقًا لتعداد السكاني عام 2001 والذي قام به معهد الإحصاء الوطني البوليفي، تبيّن أن 78% من سكان بوليفيا هم كاثوليك، في حين أن 19% هم من البروتستانتية، و3% لديها معتقدات مسيحية مختلفة. وتنتشر البروتستانتية بسرعة بين الشعوب الأصلية في بوليفيا.
وصل المذهب الكاثوليكي إلى بوليفيا مع الأسبان الأوائل والذين أسسوا المجتمعات الحضرية في لا بلاتا (سوكري الحديثة) وبوتوسي ولاباز. منذ المجمع الفاتيكاني الثاني حاولت الكنيسة الكاثوليكيَّة البوليفيَّة جعل الدين قوة وأكثر نشاطًا في الحياة الاجتماعية. ومنذ العام 2009 أصبحت بوليفيا دولة علمانية، في الماضي نص الدستور البوليفي على اعتبار الكاثوليكية دين الدولة، وينص الدستور على الحرية الدينية بوليفيا.
لدى بوليفيا ثقافة كاثوليكية راسخة، وتضم البلاد على عدد من الكنائس المبنية على الطراز المعماري الباروكي الأنديزي، كما أن تبجيل عذراء كوباكابانا، وعذراء أوركوبينا، وعذراء سوكافون، هو أيضًا سمة مهمة من سمات الحج المسيحي المحلي. هناك أيضًا مجتمعات أيمارانية مهمة بالقرب من بحيرة تيتيكاكا والتي لديها إخلاص قوي ليعقوب بن زبدي.

## تاريخ

### الحقبة الاستعمارية

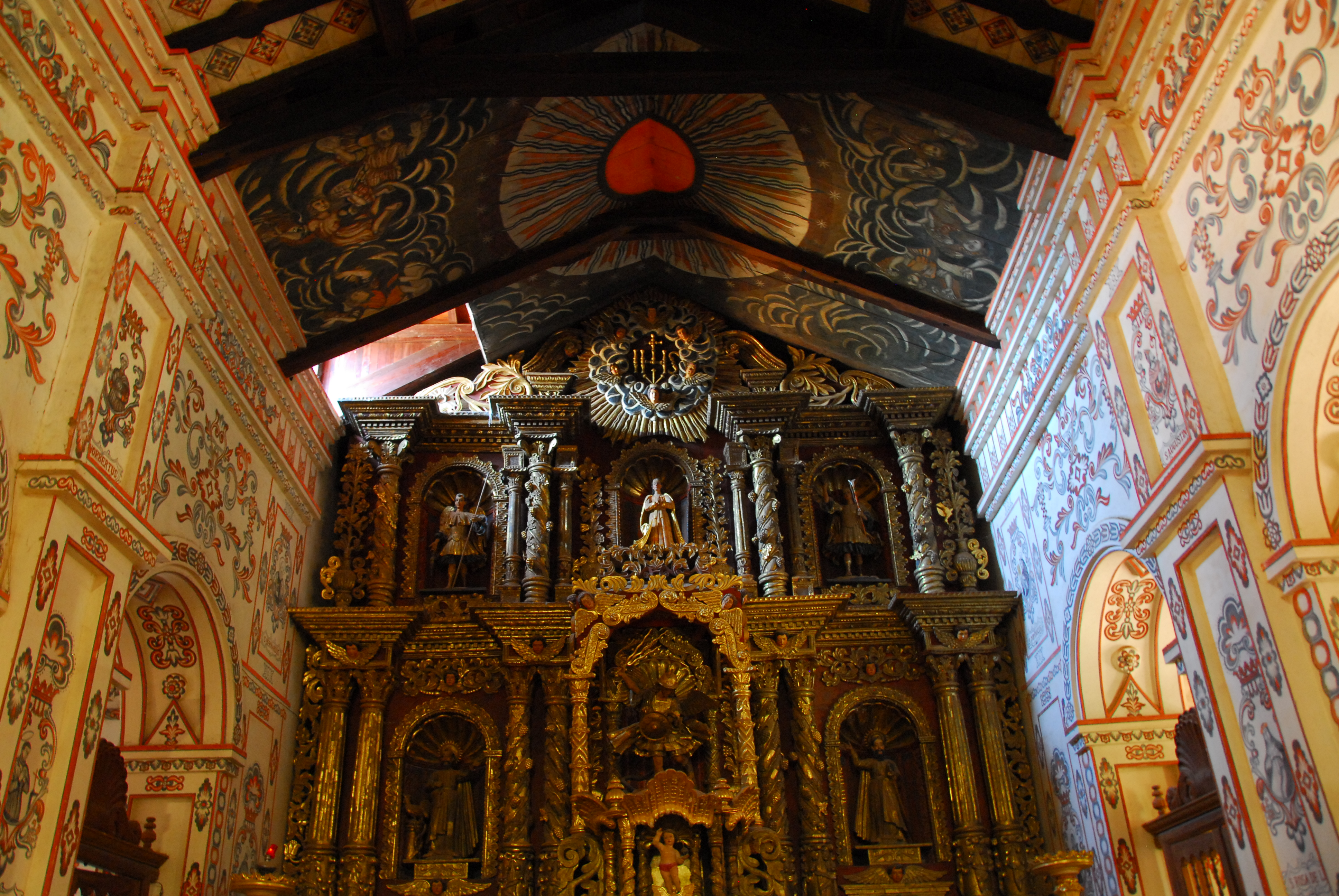
مذبح كنيسة سان ميغيل في رودكسيون اليسوعيون.

تعود جذور المسيحية في الأراضي البوليفيَّة إلى الغزو الإسباني للبلاد، حيث رافق الكهنة رافق الحملات العسكرية. وقد كانت الكنيسة منظمة ولعب دور بارز في المجتمع منذ وقت مبكر من الحقبة الإستعمارية في وقت مبكر. وقام البابا يوليوس الثالث بتأسيس أسقفيّة لا بلاتا في عام 1552؛ وأعقب ذلك من تأسيس أسقفية لاباز وسانتا كروز في وقت مبكر من القرن السابع عشر. تم إرسال المبشرين من الفرنسيسكان، والدومنيكان، والأوغسطنيين للبلاد، لتحويل السكان الأصليين إلى الديانة المسيحية. في عام 1623، أسس اليسوعيون جامعة القديس فرنسيس كسفاريوس الحبريَّة في تشوكيساكا، لتكون أول جامعة في بيرو العليا.
عمل الرهبان اليسوعيين بين شعوب الإنكا وقاموا بإرسال البعثات التبشيريَّة بين السكان الأصليين. ومع نشاط البعثات التبشيرية الكاثوليكية اختفى الدين القديم لشعوب الإنكا بسرعة واستمر عدد من الهنود الأصليين العبادة حسب المعتقدات المحليَّة تحت حماية الحكام الهنود المحليين. ومع نمو نفوذ المسيحية، نشأت ثقافة كاثوليكية شعبية جديدة مزجت بين الشعائر الكاثوليكية مع العقائد الروحية لثقافاتهم التقليدية، وبينما كان الثوريين من الإنكا من المعاديين للمسيحية في البداية الأ أنه في نهاية القرن السادس عشر، كان الثوار الهنود الأصليين من المسيحاني الكاثوليك والمعادين للإسبان. عمومًا كانت الكنيسة متسامحة مع الديانات الهندية المحليَّة، في عام 1582 سمح أسقف لا بلاتا ببناء ملاذ لسيدة دي كوباكابانا على ضفاف بحيرة تيتيكاكا.

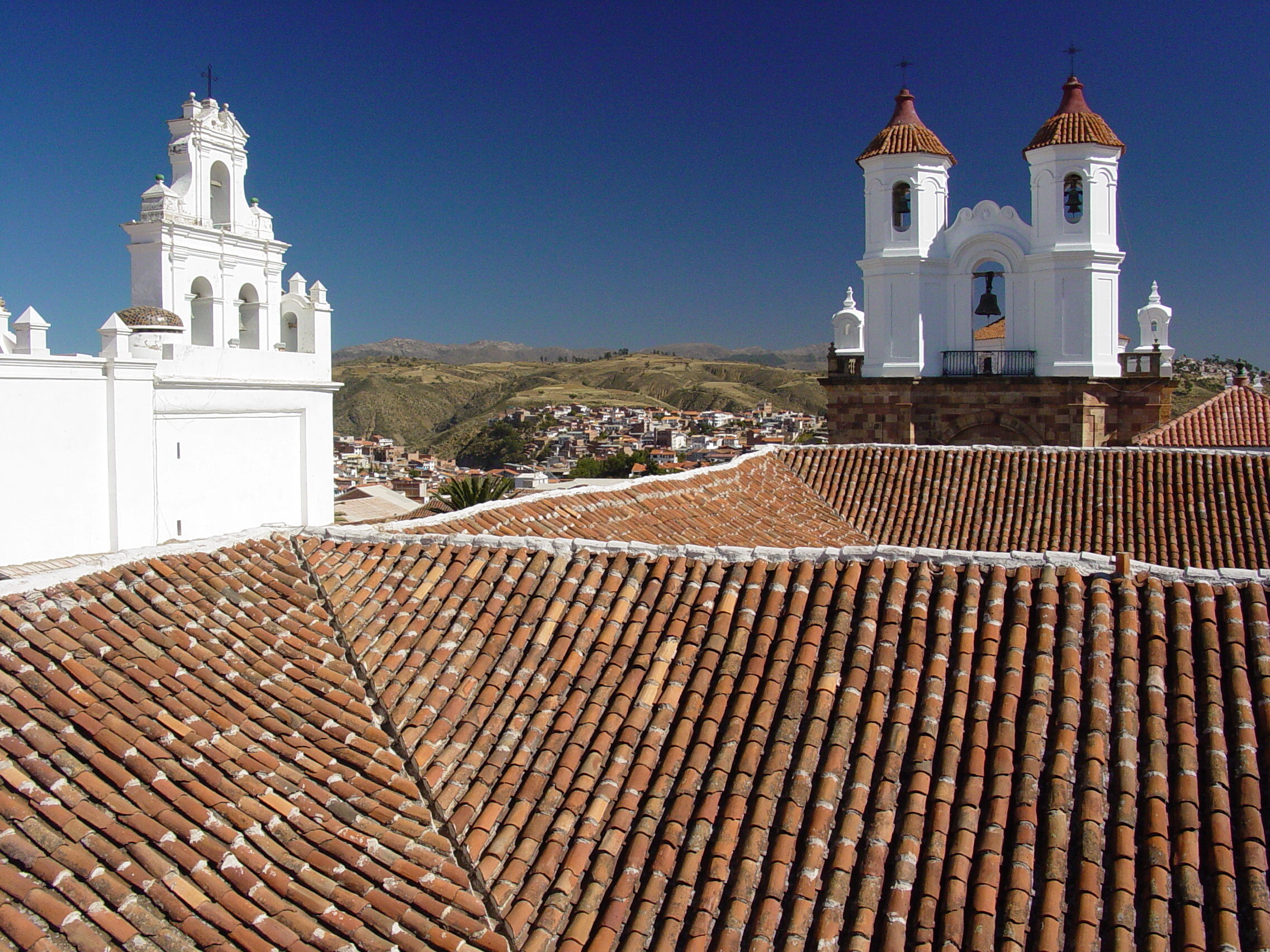
كنيسة مبنية على الطراز المعماري الإستعماري الإسباني في سوكري.

بالإضافة إلى ذلك، كانت الكنيسة الاستعمارية مؤسسة غنية للغاية، حيث امتلكت مساحات من الأرضي، وشغل الكهنة منصب المرابين وبحلول نهاية الحقبة الإستعمارية، جعل المزيج من الربا والإستثمارات العقارية الكنيسة القوة المالية المهيمنة في بوليفيا. خلال القرنين السابع عشر والثامن عشر أقيمت مستوطنات اليسوعيون (بالإسبانيّة: Misiones jesuíticas guaraníes) كنوع من التسوية للسكان الأصليين. وكانت هذه نوع من الإستراتيجية من قبل الإمبراطورية الإسبانية لجمع السكان الأصليين إلى مراكز تسمى «المستوطنات الهندية» من أجل التنصير، وجمع الضرائب، الحكم بشكل أكثر كفاءة. تم أقامة هذه المستوطنات بشكل رئيسي في منطقة تعرف في العصر الحديث باسم باراغواي بين شعوب الغوارانيين. وقد أقيمت أيضًا مستوطنات في وقت لاحق إلى مناطق أصبحت الآن جزءًا من الأرجنتين والبرازيل وبوليفيا.
يُشار أحيانًا إلى تشاركاس (بوليفيا الحالية) باسم بيرو العليا. وقعت هذه المنطقة تحت سلطة الحكم الاستعماري الأسباني في القرن السادس عشر. كانت تشاركاس في الأصل تحت حكم نيابة بيرو الملكية، ولكن ثبت أن هذا الموقع بعيد جدًا ومن الصعب أن يكون موقعًا مناسبًا لحكم فعّال، ولذلك أنشأ فيليب الثاني المحكمة الاستئنافية التي عُرفت بجمهور تشاركاس الملكي، والتي كانت هيئة حكم استعمارية تحت سيطرة النيابة الملكية في بيرو. تألّف نظام الحكم ذلك من المستمعين أو القضاة ومعهم الحاكم الذي يحمل لقب رئيس الجمهور. مُنح الجمهور الملكي سلطة لاتخاذ قراراتٍ نهائية في حالة عدم توافر النيابة الملكية أو غيابها. تمركز الجمهور في شوكيساكا، والتي كانت مجتمعًا للسكان الأصليّين في البداية حتى تغير اسمها بعد الاستقلال لتصبح معروفة بسوكري. كانت سوكري هي مركز الإدارة وكذلك مركز الأنشطة الحضارية لتشاركاس. عاش رئيس أساقفة تشاركاس فيها، وهنالك تأسست واحدة من الجامعات البارزة في بوليفيا.
قُسِّم الشعب البوليفي إلى ثلاث فئات رئيسية: أناس الكريول، ومجموعة الميستيثو، والسكان الأصليون. كانت الطبقة ذات السلطة والمسيطرة على كل هذه الفئات هي طبقة شبه الجزيريّين في إحدى المستعمرات الأسبانية، والذين كانوا من أصحاب النفوذ القادمين من أسبانيا لشغل منصب قيادي في الكنيسة أو في الحكومة. امتلك البقية من الشعب البوليفي مكانة اجتماعية أدنى من مكانة النخبة المتميزة هذه. وُلد الكريول في أمريكا اللاتينية وكانوا من أصل أسباني خالص. كانوا يغارون من النفوذ الذي تمتع به شبه الجزيريّين، وشكلت هذه الغيرة أحد العناصر الأساسية لحرب استقلال بوليفيا.

### الاستقلال

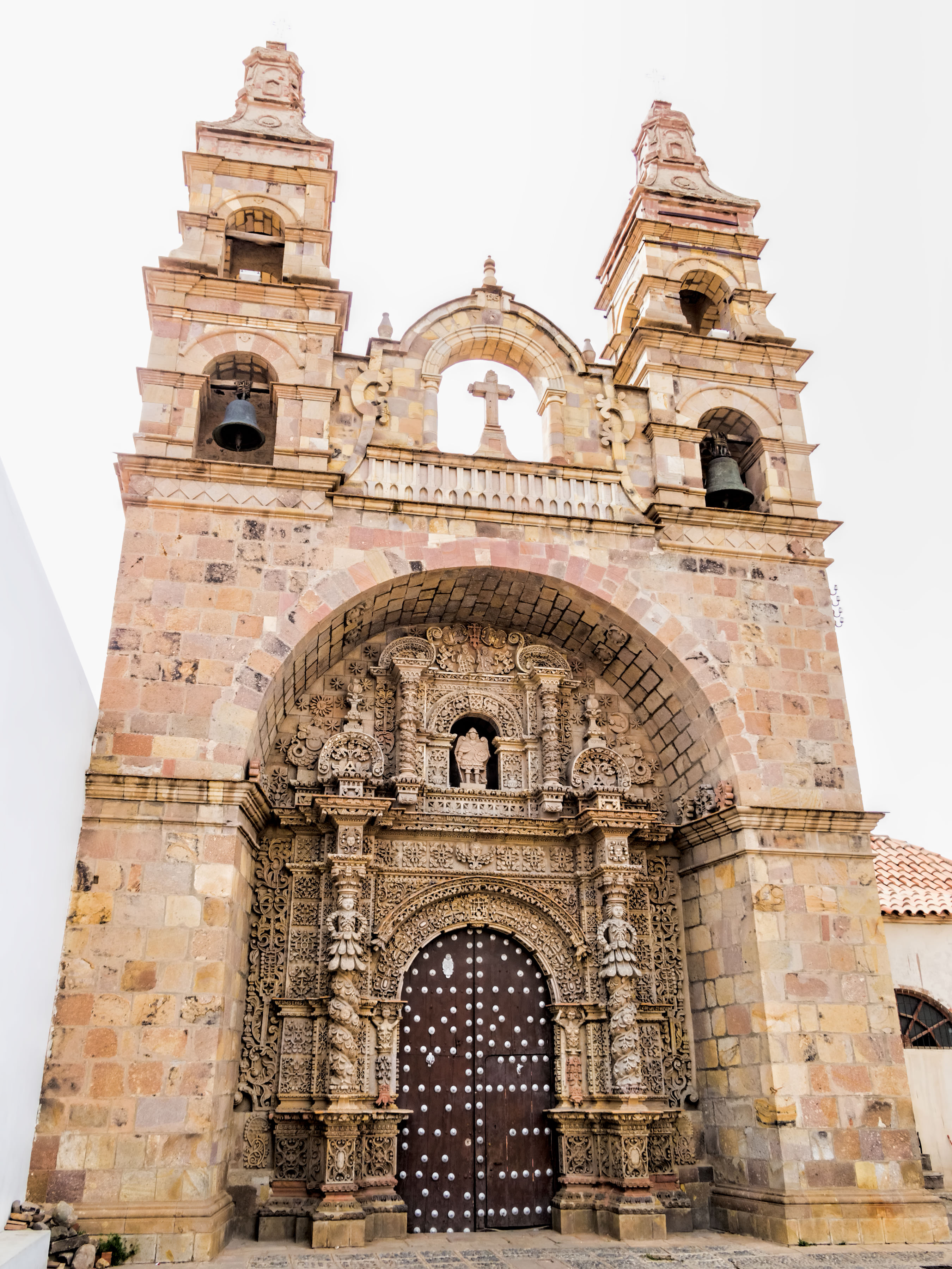
كنيسة القديس لورينزو في بوتوسي.

لم يكن الاستقلال فكرة جديدة في أذهان أهل تشاركاس، بل بدأ هذا المفهوم يتجذر منذ فترة طويلة، وبدأت علامات الاستياء في الظهور بسبب الشكل الحالي للحكومة. أصبح الأفراد في كل طبقة من طبقات السكان البوليفيين غير راضين - أناس الكريول، ومجموعة الميستيثو، وكذلك السكان الأصليون. كانوا جميعًا يشعرون بآثار زيادة الضرائب الأسبانية والقيود التجارية. بدأت تمردات السكان الأصليين في عام 1730 في كوتشابامبا وتلاها أخريات في العقود التالية. على الرغم من أنّ معظم الأفراد كانوا مستائين، إلا أنّ الطبقات الاجتماعية المختلفة لم تتوّحد من أجل حلّ المعضلة. أراد السكان الأصليون التخلص من الشعب الأسباني كلّه وإنشاء دول أنديز طوباوية، في حين أنّ الكريول أرادوا ببساطة المزيد من الحريّة من أسبانيا. كان أناس الكريول عنصريّين للغاية تجاه السكان الأصليّين، وعليه فإنّ مجموعتيّ الشعب هاتين لم تتحدا أبدًا ضد أسبانيا.
نُشرت العديد من الأفكار الثوريّة من الجامعة الموجودة في تشوكيساكا. وزّع طلاب مختلفون من الجامعة منشورات كانت مكتوبة ضد السلطة الأسبانية في تشاركاس في أوائل سبعينيّات القرن التاسع عشر، وفيها أيضًا كان يُطلق لقب لصوص على المسؤولين العموميين. انبثقت أفكار الاستقلال هذه عن أب الكنيسة توما الأكويني الذي كتب عن السياسة، وعلّم أنّه إذا كان الحاكم قاسيًا وطاغيًا، فإنّه من حقّ الشعب أن يتمرد ويقاتل ضد حكومته. يجب أن يكون الحاكم تحت البابا، وبالتالي يمكن للناس أن يتمردوا ضد الملك ولكن ليس ضد الإله. لم يكن هنالك قائد رئيسي للثوار أو الراديكاليين. ومع ذلك، كان هنالك ثلاثة رجال رئيسيين مؤثرين في هذه الدائرة: خايمي زودانيز، ومانويل زودانيز، وبرناردو مونتيجودو. كان خايمي زودانيز جزءًا من الجمهور الملكي في وزارة الدفاع عن الفقراء. كان يعمل على التأثير على القرارات التي يتخذها الجمهور، ولم يشك أحد في سلوكه الخائن. كان شقيقه مانويل زودانيز في الحكومة أيضًا، وكان يشغل منصبًا مهمًا في الجامعة في تشوكيساكا. وأخيرًا، كان برناردو مونتيجودو كاتبًا من عائلة فقيرة، ولكن كان له تأثير على الناس من خلال حملات التهامس خاصته. أيّد هؤلاء الثلاثة جميعهم التخلص من الرئيس رامون غارسيا دي ليون إي بيزارو.
على عكس بقية أمريكا الإسبانية، لم تصدر الكنيسة أي إعلان رسمي عن حركة الاستقلال عندما نمت قوتها في مطلع القرن التاسع عشر. وبشكل عام، ظل التسلسل الهرمي الكاثوليكي والرتب العليا من رجال الدين الكاثوليك موالين للحكومة الإسبانية، بينما شارك غالبية الكهنة في النضال من أجل الاستقلال. حرض الكهنة خوسيه أنطونيو ميدينا وخوسيه أندريس سالفاتيرا وخوان باوتيستا أوكويندو، الحركات الشعبية في عامي 1809 و1810 في الخوض في حرب حرب استقلال بوليفيا.
جلب الاستقلال في عام 1825 بعض التغييرات في العلاقات الدولة والكنيسة، على الرغم من أن الكنيسة الرومانية الكاثوليكية احتفظت بوضعها كالدين الوحيد المسموح في البلاد. بإستثناء فترة وجيزة خلال عقد 1870، استمر هذا النمط طوال القرن التاسع عشر. لكن في الوقت نفسه، حاولت الحكومة البوليفية الجديدة الحد من سلطة الكنيسة. في عام 1826 سيطر الرئيس أنطونيو خوسيه دي سوكري (1825-1828) على جمع عشور الكنيسة، وأغلق جميع الأديرة التي تضم أقل من اثني عشر شخصًا، واستولى على أراضي الكنيسة، هذه الإجراءات أضعفت الكنيسة كقوة سياسية.

### العصور الحديثة

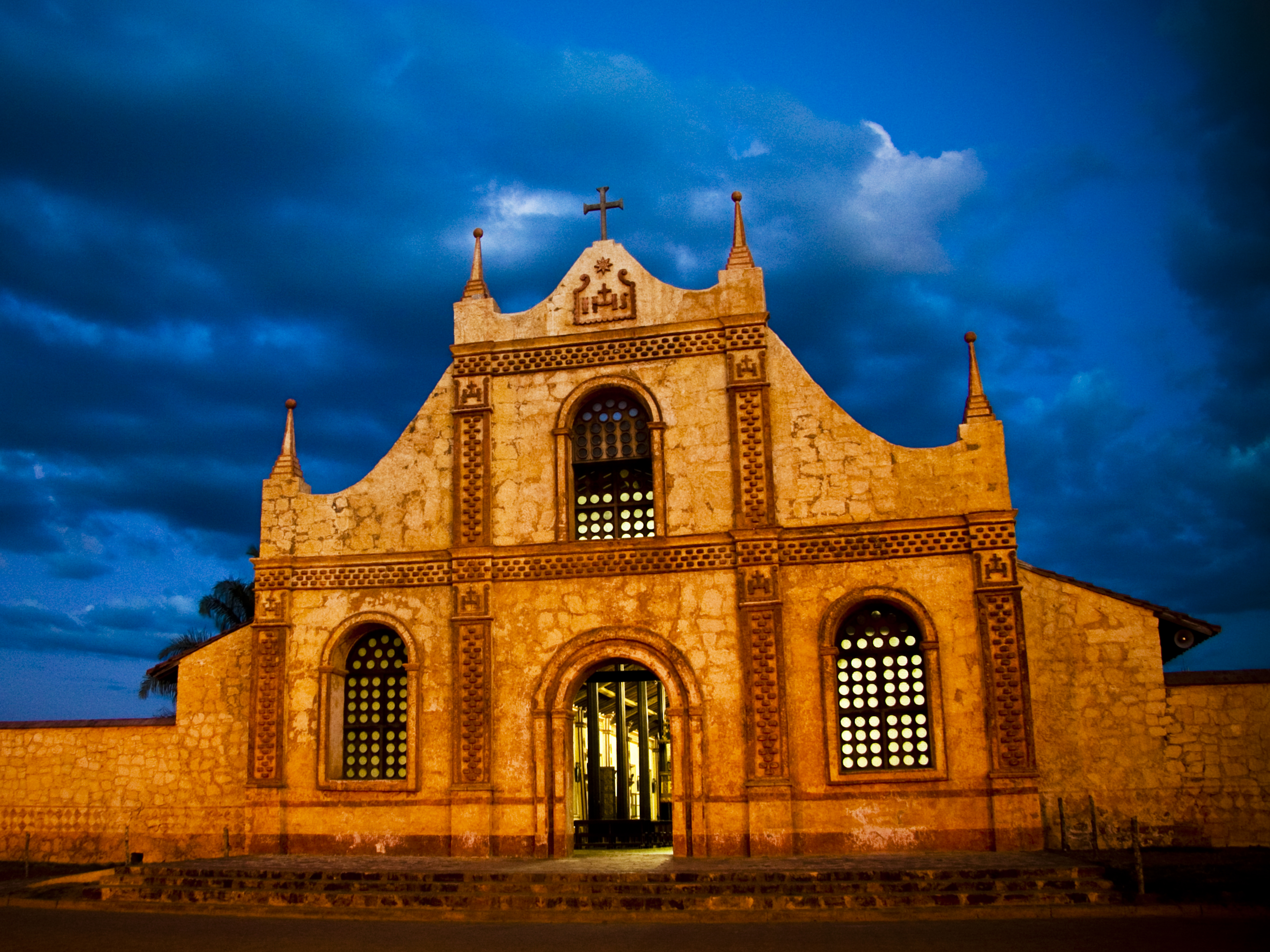
معبد سان خوسيه دي تشيكيتوس.

حدثت تغييرات سياسية في القرن العشرين، في عام 1906 أعلنت الحكومة مرسوم ينص بالتسامح الديني وسمحت بإنشاء الكنائس للطوائف غير الكاثوليكيَّة. وفي عقد 1930 هاجر المينونايت من الاتحاد السوفيتي وأمريكا الشمالية. وفي عام 1961 تنازلت الحكومة عن حقها في ظل باتروناتو ناسيونال للتوسط في شؤون الكنيسة. لم يعد يمكن للحكومة أن يكون لها صوت في المراسيم أو المذكرات التي يصدرها البابا أو تلعب دورًا في اختيار كبار المسؤولين في الكنيسة. ومنح دستور عام 1967 مركزًا رسميًا للكنيسة الكاثوليكية ولكنه ضمن أيضًا ممارسة عامة لجميع الديانات الأخرى. بقيت الأقلية البيضاء تتحكم بمقدرات البلاد زمنا طويلا دون أن ينازعها أحد على السلطة. ولكن تغييرات أساسية حدثت في نهاية العشرينات من القرن العشرين حين استطاعت العناصر التروتسكية في حزب العمال الثوري، وبعض العسكريين التقدميين، إيصال الكولونيل جرمان بوش في 1937 والقائد غوالبرتو فيلارول (1943-1946) إلى رئاسة الجمهورية ودفعهما للقيام ببعض الإصلاحات الاجتماعية والسياسية.
حاولت الكنيسة الرومانية الكاثوليكية في الستينيات من القرن العشرين، التي تم تحريرها من السيطرة الحكومية المباشرة، إقامة حضور أكثر وضوحًا في المجتمع البوليفي. حيث أصدر أساقفة البلاد المنظمين في مؤتمر الأساقفة البوليفيين رسائل رعويَّة تدين الظروف المعيشية للفلاحين والعمال. وأسس الأساقفة مراكز للتنمية، ومنظمات بحثيَّة، ولجان لمعالجة هذه المشاكل. واتخذ العديد من الكهنة والرهبان والراهبات موقفًا سياسيًا أكثر مباشرة حيث قاموا بالدفاع بنشاط عن حقوق العمال. وأدت هذه التجربة إلى تشكيل مؤسسة الكنيسة والمجتمع (بالإسبانيَّة: Iglesia y Sociedad en América Latina-Bolivia) في عام 1968. وقد أثار الموقف السياسي لمؤسسة الكنيسة والمجتمع القريب من الإشتراكية انتقادات حادة من الأساقفة. وبعد وقت قصير من ادعاء مؤسسة الكنيسة والمجتمع أنَّ الرأسمالية قد لوثت الكنيسة، تم تجريد المسؤولين فيها من مهامهم الكهنوتيَّة. وكان الحذر الهرمي للكنيسة واضحًا في تعاملها مع لجنة العدالة والسلام البوليفية. وتأسست اللجنة في عام 1973 باعتبإرها الذراع البحثي للأسقفية، وسرعان ما أصبحت نشطة في الدفاع عن حقوق السجناء السياسيين من قبل الحكومة العسكرية خلال رئاسة هوغو بانزر سواريز. واتهمت الحكومة اللجنة بالترويج للدعاية التخريبية وتم ترحيل موظفي المنظمة الرئيسيين.

### الوضع الراهن

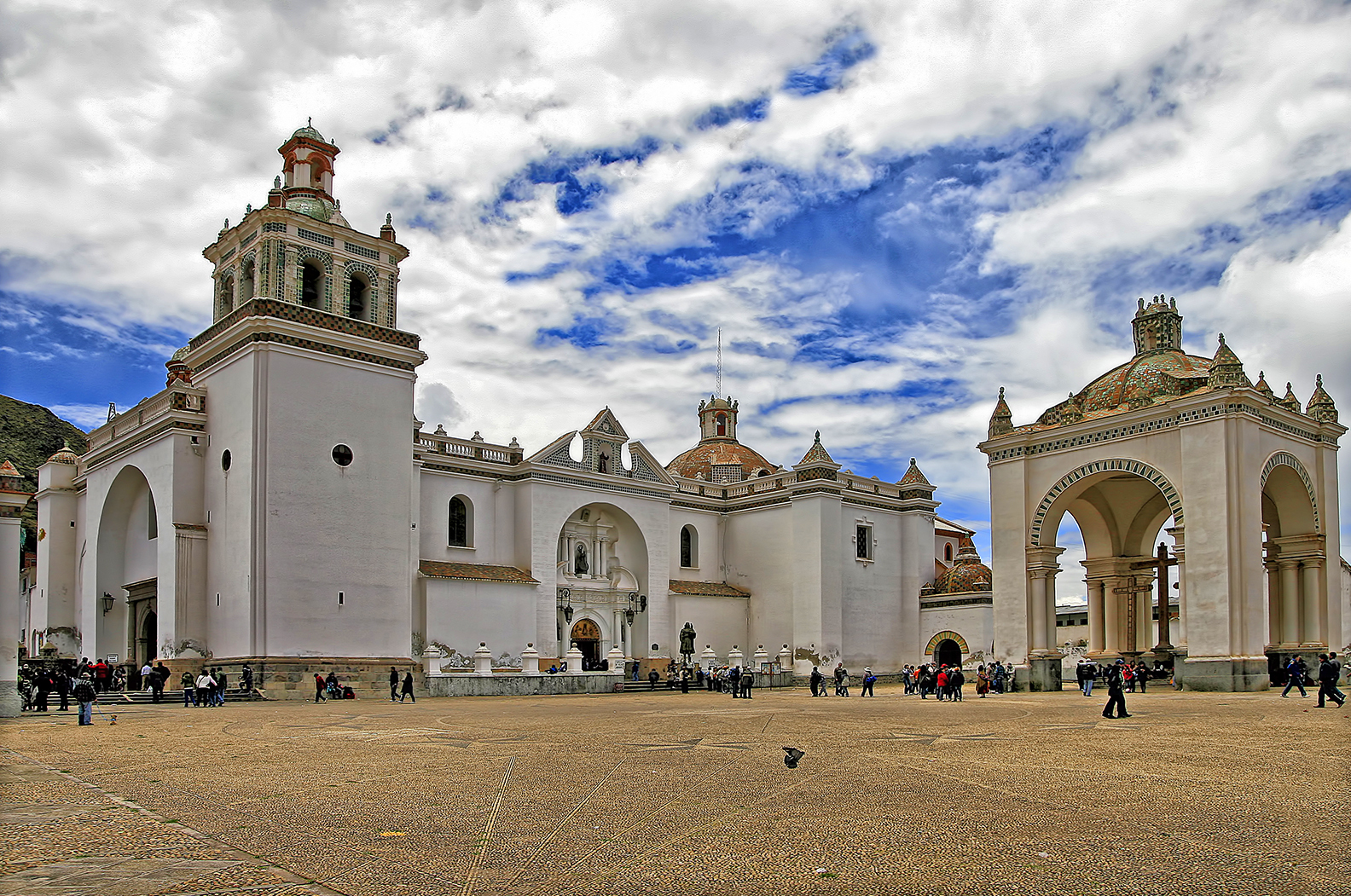
بازيليكا سيدة كوباكابانا.

ادَّت عودة الديمقراطية في الثمانينيات من القرن العشرين إلى تحديات جديدة للكنيسة، وعلى الرغم من أن مؤتمر الأساقفة البوليفيين أقر بأن الأزمة الاقتصادية في أوائل ومنتصف الثمانينات تتطلب تدابير قوية، فقد تساءل علنًا عن حكمة سياسات الإستقرار التي اعتمدها في عام 1985 الرئيس فيكتور باز إستنسورو. وفي معرض تأييده للموقف الذي اعتمده مؤتمر الأساقفة في أمريكا اللاتينية في بويبلا بالمكسيك في عام 1979، اقترح مؤتمر الأساقفة البوليفيين أنَّ السياسة الاقتصادية الجديدة لباز إستنسورو ستولد مستويات متزايدة من عدم المساواة في المجتمع. وتابع الأساقفة هذه الرسالة الرعوية من خلال التوسط في المفاوضات في عام 1986 بين الحكومة واتحاد العمل البوليفي.
في عام 2006 أصبح إيفو مورالس أول رئيس من الأمريكيين الأصليين في تاريخ أمريكا اللاتينية، وكانت الإدارة الاشتراكية للرئيس البوليفي السابق إيفو مورالس على علاقة متوترة مع التسلسل الهرمي للكنيسة الكاثوليكية البوليفيَّة. شكلت هذه العلاقة مشكلة لمورالس، حيث أشارت استطلاعات الرأي التي أجريت في أوائل القرن الحادي والعشرين إلى أنَّ حوالي سبعة ملايين من أصل تسعة ملايين بوليفي كانوا ينتمون إلى العقيدة الرومانية الكاثوليكية. عندما واجه الأساقفة الكاثوليك في بوليفيا سياسة مورالس التي كانوا يختلفون معها، مثل علمنة المدارس، تمكنوا من إثارة مظاهرات حاشدة ضد هذه الإجراءات. استمدت الكنيسة الكاثوليكية معظم دعمها من المدن وقليلًا من المناطق الريفية العليا (حيث حصل مورالس على دعمه الأساسي) بسبب تأثيرها المحدود هناك وانتشار الثقافة الأصليَّة التقليديَّة في المناطق الريفيَّة. وقد صرَّح مورالس في لقاء أنه كاثوليكي. نشأ مورالس، مثل العديد من سكان الريف البوليفيين، على مزيج من الكاثوليكية والإيمان في باتشاماما. في حين يتبع زعماء السكان الأصليين الآخرين، مثل فيليكس باتزي، عقيدة محلية نقية ويرفضون المسيحية. على الرغم من وجود قادة داخل هذا الدين، لم يكن هناك تحول بين البوليفيين ليصبحوا من أتباع «المعتقد الأصلي فقط». وعلّق مورالس في وقت لاحق بأنه روماني كاثوليكي فقط من أجل حضور مراسم الزفاف.

## الطوائف

### الكاثوليكية

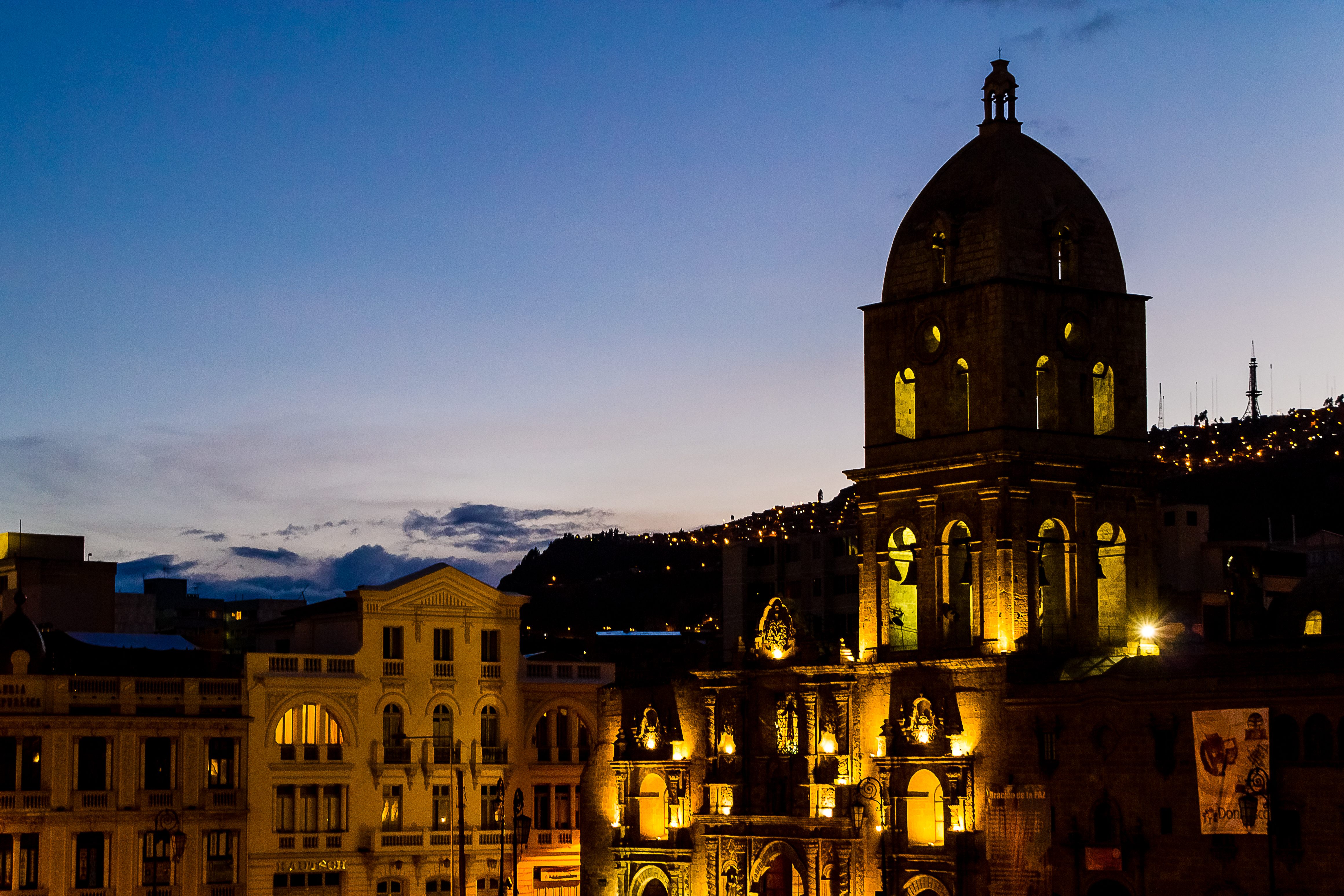
بازيليكا القديس فرنسيس في لاباز.

الكنيسة الكاثوليكية البوليفية هي جزء من الكنيسة الكاثوليكية العالمية في ظل القيادة الروحية للبابا في روما ومجلس الأساقفة البوليفي. وفقاً لإستطلاع لاتينوبارومترو عام 2018 حوالي 70% من سكان بوليفيا يعرفون أنفسهم كاثوليك. تملك الكنيسة الكاثوليكية البوليفية أربعة مطرانيات، وسبع أبرشيات، واثنين من الأساقفة. ومن بين الأحداث الكاثوليكية الأكثر أهمية في العقود الأخيرة هي الزيارة التي قام بها البابا يوحنا بولس الثاني في عام 1988 وتسمية الكاردينال رئيس أساقفة سانتا كروز تيرازاس خوليو سيراليون. يختلف عدد الكاثوليك الذين يمارسون شعائر الدين فعلاً من قطر إلى اَخر. إن كثيرًا من الذين ينتمون إلى أصول هندية أو مستيزو بشكل خاص يمزجون الشعائر الكاثوليكية مع العقائد الروحية لثقافاتهم التقليدية. مما أدّى إلى نشأة ثقافة كاثوليكية مميزة حيث دمج أبناء الشعوب الأصلية في القارة تقاليدهم الدينية مع الكاثوليكية.
لا تزال بوليفيا اليوم دولة ذات أغلبية كاثوليكية على الرغم من إلغاء فقدان الكنيسة امتياز دين الدولة في أوائل عام 2009، تسترشد العلاقات بين الكنيسة والدولة باتفاق تم توقيعه مع الكرسي الرسولي في عام 1951. لدى بوليفيا ثقافة كاثوليكية راسخة، وتضم البلاد على عدد من الكنائس المبنية على الطراز المعماري الباروكي الأنديزي، كما أن تبجيل عذراء كوباكابانا، وعذراء أوركوبينا، وعذراء سوكافون، هو أيضًا سمة مهمة من سمات الحج المسيحي المحلي. هناك أيضًا مجتمعات أيمارانية مهمة بالقرب من بحيرة تيتيكاكا والتي لديها إخلاص قوي ليعقوب بن زبدي.

### البروتستانتية

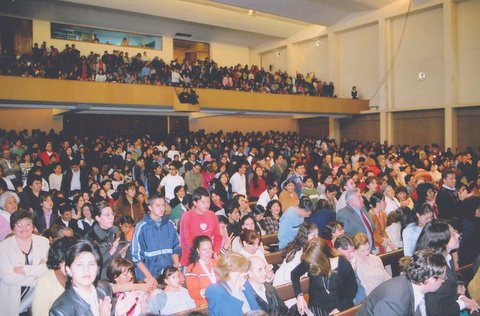
تجمع بروتستانتي في لاباز.

لدى بوليفيا أقلية بروتستانتية نشطة من مجموعات مختلفة، وخاصةً من أتباع الكنيسة الميثودية والإنجيلية. ومن بين الطوائف الأخرى الممثلة في بوليفيا المينونايت، وفي عام 2011 ضمت بوليفيا حوالي 70 ألف شخص من المينونايت، في حين قدرت أعداهم عام 2018 بحوالي 140,000 نسمة. وتعود أصولهم إلى مجموعة عرقية أصول ألمانية هولندية استقرَّت في الإمبراطورية الروسية منذ 1789، حيث حافظت لفترة طويلة تقريبًا على ثقافتها الخاصة واللغة المينوناتية الألمانية السفلى واللغة الهولندية البنسلفانية. وفي عقد 1930 هاجر المينونايت من الاتحاد السوفيتي وأمريكا الشمالية.
في الثمانينيات من القرن العشرين، اكتسب المعمدانيون والأدفنتست السبتيون ومختلف طوائف الخمسينية أتباعًا بشكل متزايد، وفقاً لإستطلاع لاتينوبارومترو عام 2018 حوالي 17.2% من سكان بوليفيا يعرفون أنفسهم بروتستانت. ويُعد البروتستانت أقوياء اقتصاديًا في البلاد، ويملكون أكبر محطة إعلامية وهي: ATB القناة الخامسة، كما يمتلكون مجلة كوساس الأسبوعيَّة.

#### المينونايت

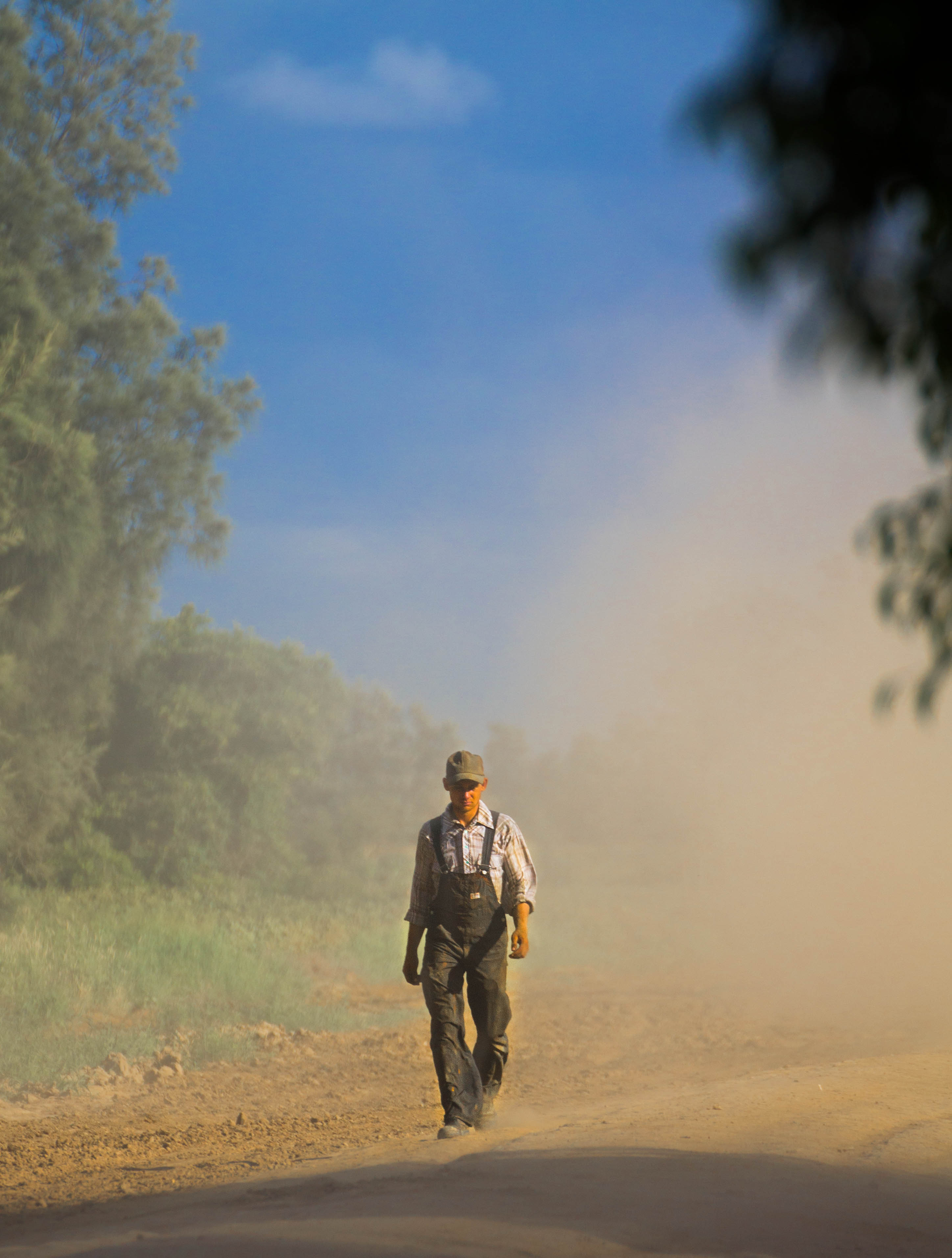
فتى مينونايتي في كولونيا ديل نورتي ببوليفيا.

في عقد 1930 هاجر المينونايت من الاتحاد السوفيتي وأمريكا الشمالية. في عام 2011 ضمت بوليفيا حوالي 70 ألف شخص من المينونايت، في حين قدرت أعداهم عام 2018 بحوالي 140,000 نسمة. وتعود أصولهم إلى مجموعة عرقية أصول ألمانية هولندية (فلاندرية وفرايزلاندية) استقرَّت في الإمبراطورية الروسية منذ 1789، حيث حافظت لفترة طويلة تقريبًا على ثقافتها الخاصة واللغة المينوناتية الألمانية السفلى واللغة الهولندية البنسلفانية. تحول عدد من الأشخاص الآخرين من خلفيات عرقية أخرى إلى المسيحية على مذهب المينونايتية، في الغالب من خلال مبشرين من أشكال أكثر ليبرالية من المينونايت. يعتبر «المينونايت الروس» في بوليفيا من بين أكثر الطوائف المينونايتية التقليدية والمحافظة في أمريكا الجنوبية.
منحت الحكومة البوليفية امتيازًا للمهاجرين المينونايت، بما في ذلك حرية الدين والمدارس الخاصة والإعفاء من الخدمة العسكرية في الثلاثينيات من القرن العشرين، ولكن لم يتم نشر ذلك حتى الخمسينيات من القرن العشرين عندما قدم مهاجرين مينونايت من المكسيك وباراغواي. بين عام 1954 وعام 1957، أنشأت مجموعة أولى مكونة من 37 عائلة من مستعمرات مينونايت المختلفة، مستعمرة خاصة بهم على بعد 25 كم شمال شرق سانتا كروز دي لا سييرا. سرعان ما تم إنشاء مستعمرة ثانية على بعد خمسة كيلومترات من تريس بالماس من قبل مجموعة من 25 عائلة محافظة. كان المستوطنون المينونايت متمرسين ومستعدين جيدًا لممارسة الزراعة في مناخ شبه استوائي. في عام 1959، كان مجموع السكان المينونايت في بوليفيا 189 شخص.
في عام 1963، تم إنشاء مستوطنات جديدة، كان معظم المستوطنين في بوليفيا من أتباع المينونايت التقليديين الذين أرادوا فصل أنفسهم أكثر عن «العالم». إجمالاً كان هناك حوالي 17,500 مينونايت يعيشون في 16 مستعمرة في بوليفيا بحلول عام 1986، من بينهم ما يقرب من 15,000 من مستعمرات مينونايت القديمة وحوالي 2,500 من البرجثال أو السومرفيلد المينونايت. في عام 1995 كان هناك ما مجموعه 25 مستعمرة مينونايتية في بوليفيا بلغ مجموع سكانها 28,567. الأكثر اكتظاظًا بالسكان كانت ريفا بالاسيوس (5,488)، وسويفت كرنت (2,602)، ونويفا إسبيرانزا (2,455)، وفالي إسبيرانزا (2,214) وسانتا ريتا (1,748). في عام 2002 كان هناك 40 مستعمرة مينونايتية بلغ عدد سكانها حوالي 38,000 شخص. قُدرت ليزا ويلتسي في عام 2010 إجمالي عدد المينونايت في بوليفيا بحوالي 60,000 شخص. في عام 2012، كان هناك 23,818 عضوًا في تجمعات المينونايت الناطقة باللغة الروسية، مما يُشير إلى أنَّ إجمالي عددهم يصل إلى حوالي 70,000 نسمة. وكان 1,170 مينونايتًا آخرين في التجمعات الناطقة بالإسبانية. بلغ عدد المستعمرات المينونايتية حوالي 57 مستعمرة في عام 2011.

### الأرثوذكسية
تضم البلاد على أقلية أرثوذكسية من المؤمنين القدماء، ومعظم أتباع طائفة المؤمنين القدماء هم من المواطنين ذوي الأصول الروسيَّة الذين قدموا إلى البلاد من الاتحاد السوفيتي السابق. كما تضم البلاد على مجتمع مسيحي مشرقي من أصول لبنانية تقدر أعدادهم بحوالي 12,000 نسمة، ويعمل الكثير منهم في التجارة.

## التركيبة الاجتماعية

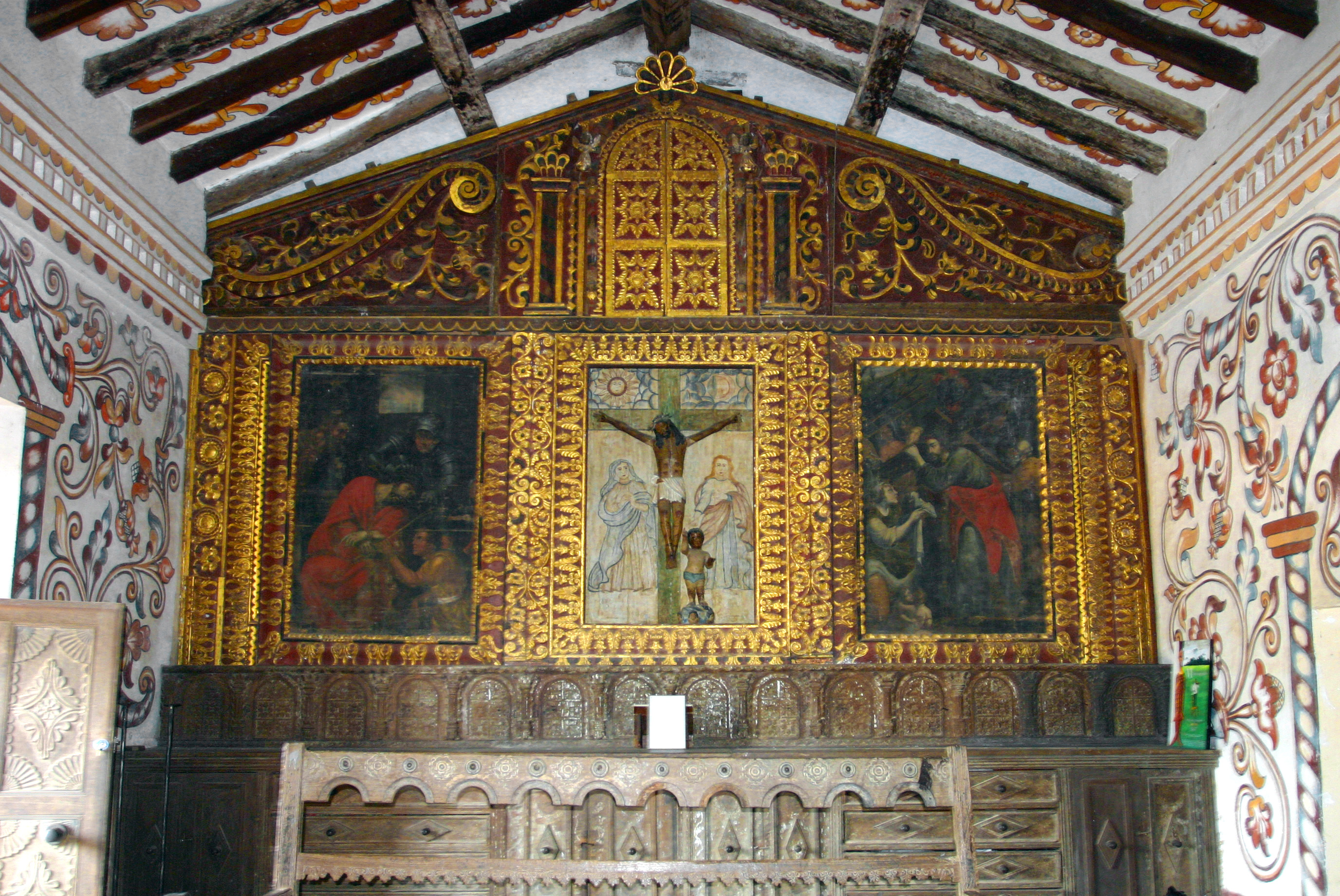
مذبح كنيسة سان رفاييل في رودكسيون اليسوعيون.

تقليديًا كانت الكاثوليكية الدين الأكبر من حيث عدد من الأتباع. في العقود القليلة الماضية أصبح للبروتستانتية شعبية متزايدة خاصًة بين السكان الأصليين. عدد الكاثوليك هو أعلى في المناطق الحضرية منها في المناطق الريفية، وذلك على عكس البروتستانتية التي تصل نسبتها في المناطق الريفية إلى 20%. هناك وجود نشط من المبشرين الأجانب، مثل المينونايت، واللوثريون، وأعضاء الكنيسة السبتية وغيرهم. ويعد البروتستانت أقوياء اقتصاديًا في البلاد، ويملكون أكبر محطة إعلامية وهي: ATB القناة الخامسة، كما يمتلكون مجلة كوساس الأسبوعيَّة.
بحسب دراسة استقصائية أجريت عام 2013 من قبل مؤسسة لاتينوباروميترو وجدت هذه النتائج:
| الديانة                  | نسبة % | ملاحظة                           |
| ------------------------ | ------ | -------------------------------- |
| كاثوليك                  | 76%    | 34% من الكاثوليك ملتزمون دينيًا   |
| البروتستانت              | 17%    | 59% من البروتستانت ملتزمون دينيًا |
| لادينيين                 | 5%     |                                  |
| أديان أخرى               | 1%     |                                  |
| لم يتم الإجابة عن السؤال | 1%     |                                  |

## الحضور في المجتمع

### في السياسة

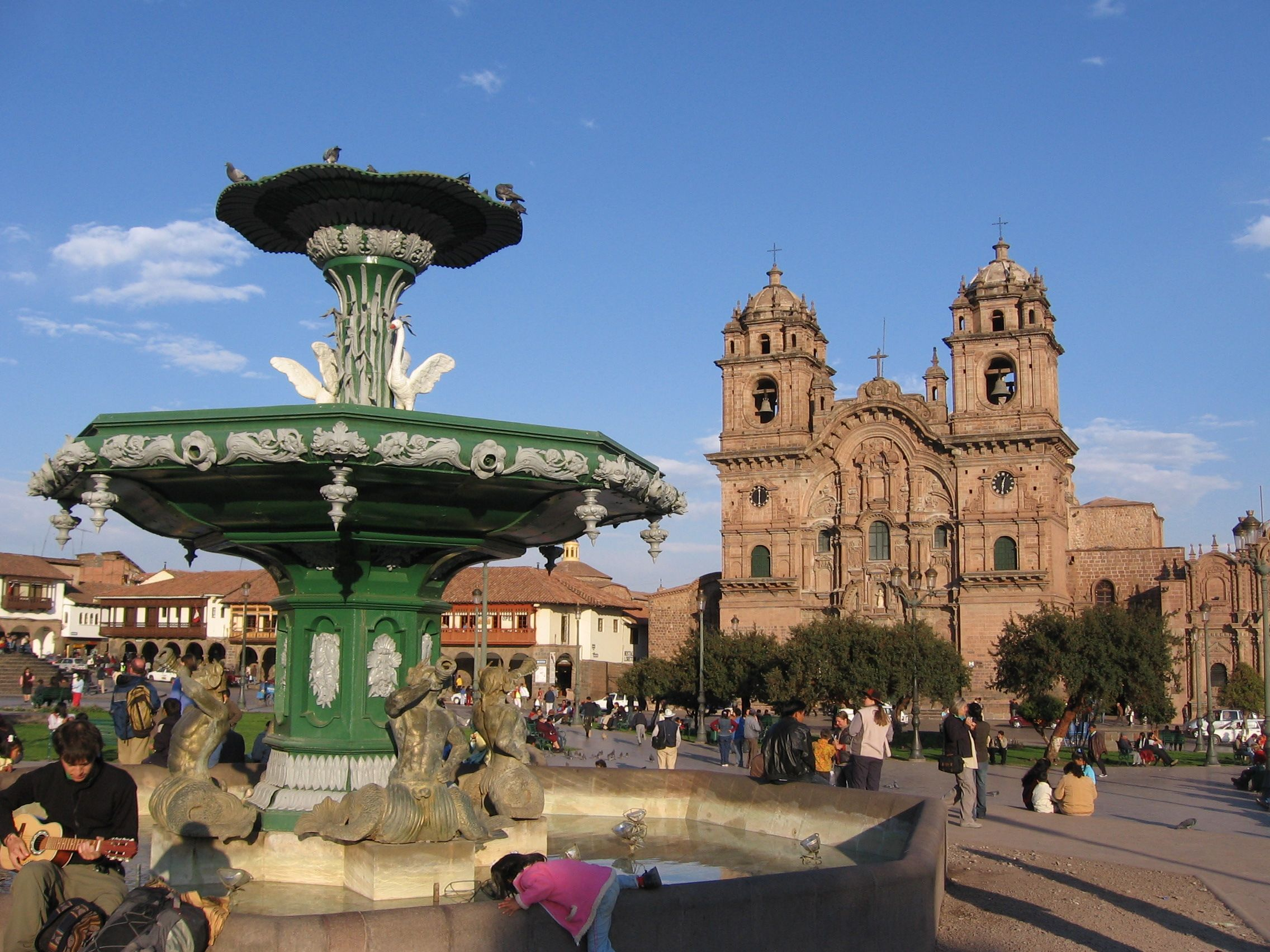
كاتدرائية سوكري: كانت الكاثوليكية حتى عام 2009 دين الدولة في بوليفيا.

كانت الكنيسة الاستعمارية مؤسسة غنية للغاية، حيث امتلكت مساحات من الأرضي، وشغل الكهنة منصب المرابين وبحلول نهاية الحقبة الإستعمارية، جعل المزيج من الربا والإستثمارات العقارية الكنيسة القوة المالية المهيمنة في بوليفيا. تمتعت الكنيسة الرومانية الكاثوليكية بمكانة متميزة في بوليفيا بعد الاستقلال، فقد نصّت المادة الثالثة من الدستور البوليفي السابق (1967)، على أن «الدولة تعترف بالديانة الرومانية الكاثوليكيَّة الرسوليَّة وتدعمها. وهي تضمن الممارسة العامة لجميع الأديان الأخرى. يجب أن تحكم العلاقات مع الكنيسة الكاثوليكية من خلال المواثيق والاتفاقيات بين الدولة البوليفية والكرسي الرسولي». وصفت وزارة الخارجية الأمريكية هذه المادة بأنها اعتراف دستوري بالكاثوليكية دينًا للدولة. ومع ذلك، بعد سنِّ الدستور البوليفي الحالي خلال حقبة مورالس في عام 2009، فقدت الكنيسة الرومانية الكاثوليكية هذا الوضع الرسمي. حيث تنصّ المادة الرابعة من الدستور الجديد على ما يلي: «تحترم الدولة حرية الدين والمعتقدات الروحية وتكفلها، وفقاً للرؤى الكونية لكل فرد. والدولة مستقلة عن الدين». ساهم هذا التغيير الدستوري، بالإضافة إلى سياسات مورالس اليسارية، في توتر العلاقة بين الكنيسة والدولة. خلال الاحتجاجات البوليفية 2019 دعمت الكنيسة الكاثوليكية جانين آنييز، والتي تصف نفسها بأنها مسيحيَّة، وقد حملت الكتاب المقدس بينما أعلنت عن نفسها الرئيسة المؤقتة؛ ووصفت صحيفة الغارديان هذه الخطوة بأنها «توبيخ صريح» لمورالس، الذي له تاريخ متوتر مع الكنيسة الكاثوليكية.

### الإلترام الديني

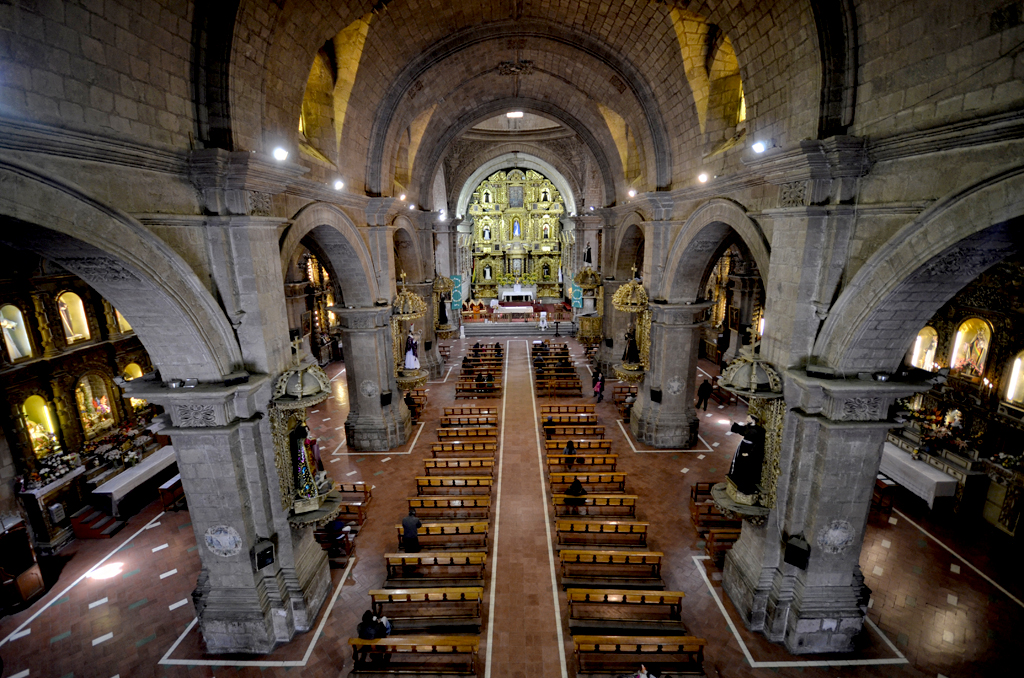
داخل كاتدرائية القديس فرنسيس في مدينة لاباز.

وجدت دراسة قامت بها مركز بيو للأبحاث عام 2014 أنَّ حوالي 71% من مسيحيي بوليفيا يعتبرون للدين أهميَّة في حياتهم، ويؤمن 99% من الكاثوليك والبروتستانت بالله، ويؤمن 67% من الكاثوليك وحوالي 83% من البروتستانت بحرفيَّة الكتاب المقدس. وقد وجدت دراسة قامت بها مركز بيو للأبحاث عام 2014 أنَّ حوالي 41% من المسيحيين يُداومون على حضور القداس على الأقل مرة في الأسبوع. في حين أنَّ 55% من المسيحيين يُداومون على الصلاة يوميًا.
على المستوى المذهبي وجدت الدراسة أنَّ البروتستانت هي المجموعات الدينية التي تملك أعلى معدلات حضور وانتظام للطقوس الدينية مع وجود أغلبية من الملتزمين دينيًا. عمومًا يعتبر البروتستانت الإنجيليين أكثر تدينًا من الكاثوليك؛ وقد وجدت دراسة قامت بها مركز بيو للأبحاث عام 2014 أنَّ حوالي 75% من البروتستانت يُداوم على الصلاة يوميًا بالمقارنة مع 51% من الكاثوليك. ويقرأ حوالي 59% من البروتستانت الكتاب المقدس أسبوعيًا على الأقل بالمقارنة مع 15% من الكاثوليك. ويُداوم 76% من البروتستانت على حضور القداس على الأقل مرة في الأسبوع بالمقارنة مع 50% من الكاثوليك. ويصُوم 65% من البروتستانت خلال فترات الصوم بالمقارنة مع 35% من الكاثوليك. ويُقدم حوالي 74% من البروتستانت الصدقة أو العُشور، بالمقارنة مع 35% من الكاثوليك. وقال حوالي 35% من البروتستانت أنهم يشتركون في قيادة مجلس الكنيسة أو مجموعات صلاة صغيرة أو التدريس في مدارس الأحد، بالمقارنة مع 9% من الكاثوليك.

#### القضايا الاجتماعية والأخلاقية
عمومًا يعتبر البروتستانت أكثر محافظة اجتماعيًة بالمقارنة مع الكاثوليك؛ يعتبر حوالي 93% من البروتستانت الإجهاض عمل غير أخلاقي بالمقارنة مع 86% من الكاثوليك، ويعتبر حوالي 83% من البروتستانت المثلية الجنسية ممارسة غير اخلاقية وخطيئة بالمقارنة مع 71% من الكاثوليك، حوالي 85% من البروتستانت يعتبر شرب الكحول عمل غير أخلاقي بالمقارنة مع 59% من الكاثوليك، ويعتبر حوالي 74% من البروتستانت العلاقات الجنسية خارج إطار الزواج ممارسة غير أخلاقية بالمقارنة مع 56% من الكاثوليك، ويعتبر حوالي 58% من البروتستانت الطلاق عمل غير أخلاقي بالمقارنة مع 47% من الكاثوليك.